# OHBA堂
OHBA堂是日本最有历史的同人游戏制作团体之一，在日本三大同人奇迹出现之前，这个团体就在同人游戏的领域活跃着，在日本同人游戏界一直享有非常高的地位，并且创作出了著名的横版STG-[ANGERAZE（天使轨迹）]系列作品。

## 团队介绍
“OHBA堂”这个同人制作组内的所有成员都是来自在游戏公司任职的正式职员，这些职员们出于对游戏的爱而聚集在一起，组成了这个同人游戏创作团体。在“OHBA堂”中，所有的成员在这个团体里都是以自己的爱好自由的创作并发布着游戏作品。
“OHBA堂”的代表兼管理人是OHBA，整个制作组也以他作为核心，同时这个人也参与着“OHBA堂”所有游戏作品的主要制作工作。
“OHBA堂”的长期音乐合作伙伴是“植木屋”，“OHBA堂”几乎所有作品音乐都由这个团体负责创作。
‘植木屋/Uekiya’在参与OHBA堂的作品的同时也会推出自己独立的作品，其创作的音乐以华丽的曲风和优美的旋律让人印象深刻。同时OHBA堂每一部作品的制作，也都有来自其他制作组的个人或者团体参与。

## 作品列表
- 天使的成長
- ANGERAZE（天使軌跡）
- 可愛的天使
- 東方幻想連鎖

## 相關項目
- 同人
- 同人游戏
- 同人作品

## 外部連結
- OHBA堂网站（舊址）（日文）
- OHBA堂网站（新址）（页面存档备份，存于）（日文），但此站處在HTTP403錯誤的狀態